# Kim Kuk-hyang
Kim Kuk-hyang (kor. 김국향; ur. 20 kwietnia 1993) – północnokoreańska sztangistka, srebrna medalistka olimpijska i dwukrotna medalistka mistrzostw świata.
W 2016 roku wywalczyła srebrny medal w wadze superciężkiej (ponad 75 kg) na igrzyskach olimpijskich w Rio de Janeiro. Rozdzieliła tam na podium Chinkę Meng Suping i Sarę Robles z USA. Rok wcześniej zdobyła brąz podczas mistrzostw świata w Houston. Wynik ten powtórzyła na rozgrywanych trzy lata później mistrzostwach świata w Aszchabadzie. 
Podczas igrzysk azjatyckich w Dżakarcie i Palembang w 2018 roku zdobyła złoty medal.
Była też złotą medalistką mistrzostw Azji w 2016 i srebrną w 2015 i 2017.